# Lista de capítulos de Cardcaptor Sakura
O mangá Cardcaptor Sakura escrito e ilustrado pelo grupo CLAMP, foi publicado pela editora Kodansha na revista Nakayoshi. O primeiro capítulo de Cardcaptor Sakura foi publicado em maio de 1996 e a publicação encerrou em junho de 2000 no capítulo 50, contando com 12 volumes. Nesta página, os capítulos estão listados por Volume (nem capítulos nem volumes são titulados). No Japão, foi publicado em duas versões de grande destaque:
- Em Tankōbon (Volume Padrão), com 12 volumes, publicados entre novembro de 1996 e julho de 2000.
- Em Shinsōban (Nova Edição), com 12 volumes, publicados entre março de 2004[1] e fevereiro de 2005.[2]

No Brasil, é licenciado pela editora JBC e foi publicado em 24 edições entre maio de 2001 e julho de 2002. Recentemente, foi republicado em Edição Especial (Shinsōban) entre junho de 2012 e maio de 2013.
Uma sequência, chamada Cardcaptor Sakura Clear Card Arc, teve início no Japão em 2016, com o lançamento brasileiro começando em 2019.

## Volumes

### Cardcaptor Sakura
As datas do lançamento brasileiro se referem às edições em Shinsōban.
| - Capítulo 1. Capítulo 2. Capítulo 3. Capítulo 4. Capítulo 5. |

| - Capítulo 6. Capítulo 7. Capítulo 8. Capítulo 9. Capítulo 10. |

| - Capítulo 11. Capítulo 12. Capítulo 13. Capítulo 14. |

| - Capítulo 15. Capítulo 16. Capítulo 17. Capítulo 18. |

| - Capítulo 19. Capítulo 20. Capítulo 21. Capítulo 22. |

| - Capítulo 23. Capítulo 24. Capítulo 25. Capítulo 26. |

| - Capítulo 27. Capítulo 28. Capítulo 29. Capítulo 30. |

| - Capítulo 31. Capítulo 32. Capítulo 33. Capítulo 34. |

| - Capítulo 35. Capítulo 36. Capítulo 37. Capítulo 38. |

| - Capítulo 39. Capítulo 40. Capítulo 41. Capítulo 42. |

| - Capítulo 43. Capítulo 44. Capítulo 45. |

| - Capítulo 46. Capítulo 47. Capítulo 48. Capítulo 49. Capítulo 50. |

### Cardcaptor Sakura Clear Card Arc
| - Capítulos 1-4. |

| - Capítulos 5-8. História Extra. |

| - Capítulos 9-13. |

| - Capítulos 14-19. |

| - Capítulos 20-24. |

| - Capítulos 25-29. História Extra 2 |

| - Capítulos 30-34. |

| - Capítulos 35-39. |

| - Capítulos 40-44. História Curta |

| - Capítulos 45-49. História Curta 2 |

| - Capítulos 50-54. História Curta 3 História Curta 4 |

| - Capítulos 55-59. História Curta 5 |

| - Capítulos 60-65. |

| - Capítulos 66-70. |

| - Capítulos 71-75. |

| - Capítulos 76-80. |